# Frank Lui
Frank Fakaotimanava Lui (Alofi, 19 novembre 1935 – Alofi, 9 luglio 2021) è stato un politico niueano.

## Biografia
Apparteneva a una famiglia originaria di Wellington.
Eletto Premier di Niue nel 1993, fu riconfermato nel 1996. Si ricandidò anche nel 1999 ma perse le elezioni e lasciò quindi la politica attiva. Da allora gestì una società di noleggio video.
Nel 2010 divenne presidente della Fondazione IUSN, volta a fornire l'accesso gratuito a Internet.
Lui è morto il 9 luglio 2021. 